# Сезар, Карлуш
Карлуш Сезар (порт. Carlos César; род. 30 октября 1956, Понта-Делгада) — португальский государственный и политический деятель. Являлся президентом регионального правительства португальского автономного региона Асориш (1996—2012). В настоящее время является членом Ассамблеи Республики, членом Государственного совета и председателем Социалистической партии.

## Ранний период жизни

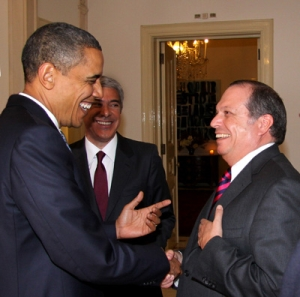
Барак Обама (слева) на встрече с Карлушом Сезаром (справа) во время его визита на Азорские острова в ноябре 2010 года. На заднем плане премьер-министр Португалии Жозе Сократеш.

Родился в Понта-Делгада в семье активистов с республиканскими и демократическими традициями. Его двоюродный дедушка Мануэл Аугусту Сезар был общественным деятелем во времена Первой португальской республики, редактировал газету O Proletário, еженедельник Federação Operária, Protesto (издание Centro Socialista Antero de Quental) и Protesto do Povo (ещё одно социалистическое издание).

## Карьера
Его политическая позиция, возникшая после Революции гвоздик, была сформирована его братом Орасиу ду Вале Сезаром (также журналистом) и многими социалистическими деятелями того периода, в том числе: Хайме Гамой, Мариу Мескитой и Медейрошом Феррейрой (все ученики школы Liceu Nacional Antero de Quental).
Начал политическую деятельности в оппозиции в последние годы режима «Нового государства», став членом Cooperativa Culture Sextante, которая была ликвидирована Национальным собранием в декабре 1972 года. В 1973 году, в возрасте 17 лет, стал членом избирательной демократической комиссии в Понта-Делгада. 26 апреля 1974 года основал Associação de Estudantes do Liceu Antero de Quental, а месяц спустя — «Социалистическую молодёжь Азорских островов». Был членом первого Секретариата, избранного в Социалистическую партию (СП) в Понта-Делгада, и входил в состав делегации Азорских островов на Первом национальном конгрессе СП, участвуя в партийном молодежном крыле «Социалистической молодёжи».
В 1975 году поступил на юридический факультет Лиссабонского университета, хотя и не получил степень лиценциата. Во время учебы также стал участвовать в работе Дирекции академической ассоциации юридического факультета. Находясь в Лиссабоне, работал административным координатором в местном кооперативе, отвечающем за документацию и культуру. В это время продолжал быть национальным лидером «Социалистической молодёжи» (по сей день сохраняет национальный почётный статус в организации). Являлся помощником государственного секретаря по государственному управлению во время II Конституционного правительства.
Затем вернулся на Азорские острова: в январе 1981 года вошёл в состав Законодательного собрания Азорских островов в возрасте 26 лет. Вскоре после этого стал участвовать в работе Дирекции парламентской группы СП, а также в различных парламентских комиссиях, и председательствовал в комиссии по экономическим вопросам. В период с 1983 по 1985 год был избран вице-председателем Регионального законодательного собрания и занял пост председателя СП на Азорских островов. Вернулся в национальную политику в период с 1987 по 1989 год в качестве представителя в Ассамблее Республики в правительстве Антониу Гутерриша. Снова вернувшись на Азорские острова, стал членом Муниципального собрания Понта-Делгада, а также председателем гражданского прихода Фажа-ди-Байшу. 30 октября 1994 года (в свой 38-й день рождения) он был избран президентом СП на Азорских островах, набрав 92 % голосов.

### Президент Асориша
В 1996 году с небольшим перевесом выиграл выборы в Региональное законодательное собрание Азорских островов, набрав 46 % голосов. СП под его руководством участвовала в региональных выборах в законодательные органы в 2000, 2004 и 2008 годах.
Хотя его лидерство принесло сплоченность и стабильность, оно также вызвало стрессы, связанные с внутренними изменениями. При нём политический статут Азорских островов был изменён, чтобы ограничить количество последовательных сроков, занимаемых президентом, что привело к его заявлению (в 2008 году) не баллотироваться в качестве кандидата от своей партии на выборах 2012 года. Это было спорно, так как в то время было неясно, нарушит ли Карлуш Сезар свое собственное обещание не баллотироваться снова. Вашку Кордейру в конечном итоге был выбран преемником в партии, в соответствии с политикой, установленной руководством Сезара Карлуша. Два других кандидата на эту должность, Жозе Контенте и Сержиу Авила, были возможными преемниками, но отвергнуты СП: Жозе Контенте был признанным аппаратчиком партии и примерно того же возраста, что и Сезар, в то время как Авила был вице-президентом (отвечал за региональные финансы), что мешало его шансам на успех на богатом голосами острове Сан-Мигель, где лидер СДП и мэр Понта-Делгада (Берта Кабрал) могла легко получить преимущество.

### Дальнейшая работа
Был избран членом Ассамблеи Республики на выборах 2015 года, таким образом вернувшись в парламент, где был с 1987 по 1991 год.
Является одним из пяти лиц, избранных Ассамблеей Республики в Государственный совет 18 декабря 2015 года, и вступил в должность 12 января 2016 года.

## Награждения
Большой крест ордена Христа, Португалия (19 февраля 2013 года).

## Личная жизнь
Женат на Луизе Марии Ассис Витал Гомеш ду Вале Сезар. Их сын — политик Франшишку Сезар.